# مارك شاتلوورث
مارك ريتشارد شاتلوورث (بالإنجليزية: Mark Shuttleworth)‏ (من مواليد 18 سبتمبر 1973) هو رائد أعمال جنوب أفريقي، وهو ثاني سائح في الفضاء مُمول ذاتيا، والأول في أفريقيا. هو مؤسس شركة كانونيكال ليمتد. وأصبح قائد معروف توزيعة أبونتو منذ عام 2008.
يعيش حاليا في لندن ويحمل الجنسيتين، البريطانية والجنوب أفريقية.

## حياته السابقة
ولد في مدينة ويلكوم (Welcome) في جنوب إفريقيا محافظة Orange Free State Province، لوالد جراح ومدرسة بالحضانة، درس في مدرسة (Western Province) الإعدادية (حيث أصبح في النهاية رئيس الطلبة في 1986)، ثم درس في مدرسة   Rondebosch Boys الثانوية ثم كلية Bishops/Diocesan حيث أصبح رئيس الطلبة في 1991.
شاتلوورث حصل علي درجة البكالوريوس في العلوم التجارية في تخصص المالية ونظم المعلومات بجامعة كيب تاون حيث عاش في Smuts Hall. كطالب شارك في تجهيز اولي اتصالات إنترنت بالجامعة.